# آینه ونوس

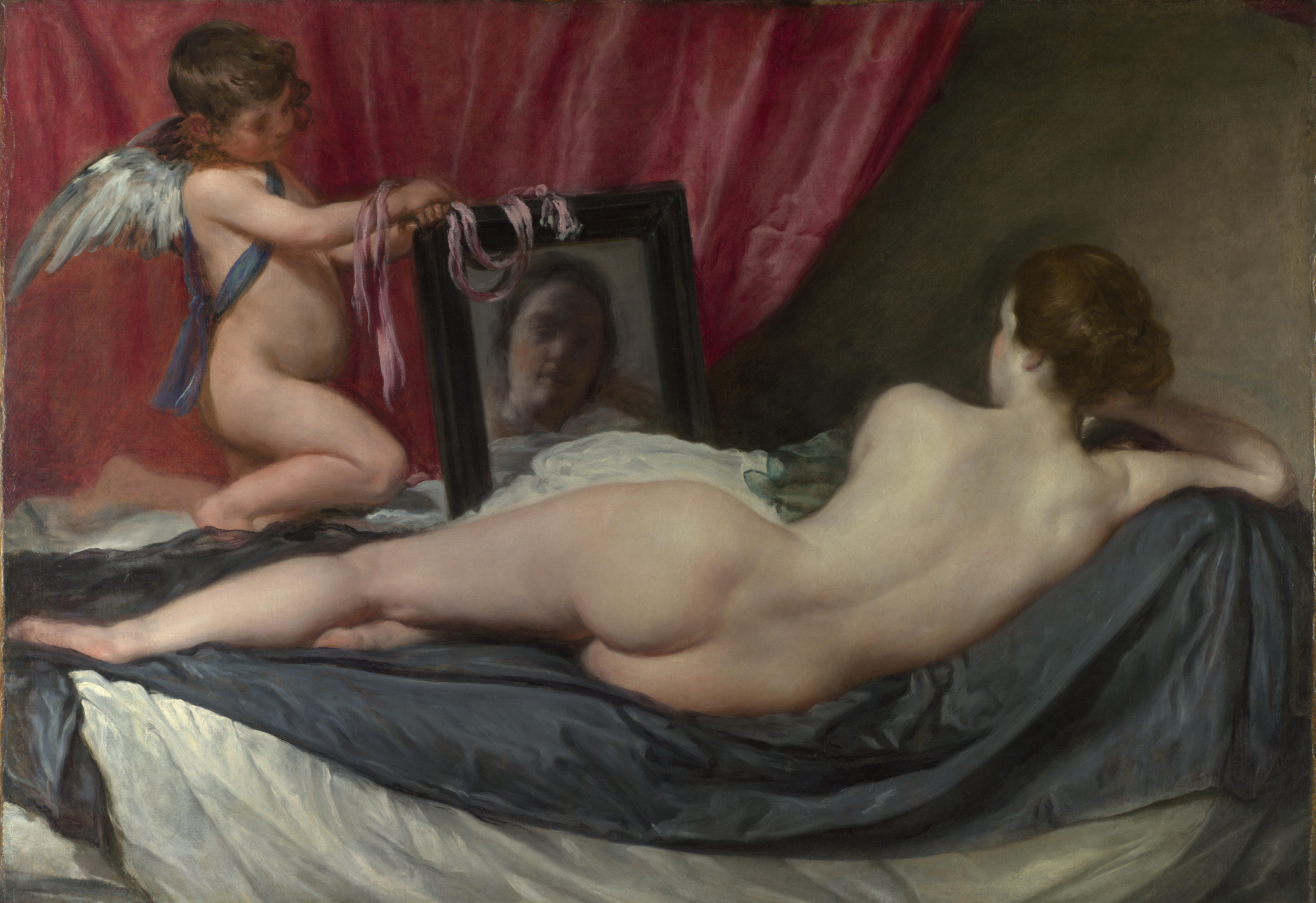
آینه ونوس، حدود ۱۶۴۷ تا ۱۶۵۱. ۱۲۲cm x ۱۷۷cm (48in x ۴۹٫۷in). نگارخانه ملی، لندن.

آینه ونوس یک تابلو نقاشی اثر دیه‌گو ولاسکز (۱۵۹۹–۱۶۶۰)، هنرمند پیشرو دوران طلایی اسپانیا است. این تابلو بین سال‌های ۱۶۴۷ تا ۱۶۵۱ به اتمام رسیده‌است. احتمالاً این تابلو وقتی نقاشی شده‌است که ولاسکز به ایتالیا سفر کرده بود. این تابلو هم‌اکنون در نگارخانه ملی لندن نگهداری می‌شود. این تابلو، الهه ونوس را در حالتی شهوانی به تصویر می‌کشد که در رخت‌خوابش دراز کشیده و به آینه‌ای که توسط کوپید، فرزندش و خدای عشق فیزیکی نگه داشته شده، نگاه می‌کند. آثار متعددی، از دوران باستان گرفته تا عصر باروک، به عنوان منابعی که ولاسکز برای کشیدن این تابلو از آن‌ها الهام گرفته، ذکر شده‌است. ونوس‌های اصلی نقاشان ایتالیایی نظیر ونوس خوابیده (اثر جورجینو در حوالی سال ۱۵۱۰) و ونوس اوربینو (اثر تیتیان در سال ۱۵۳۸) نمونه‌های اصلی بودند. در این اثر، ولاسکز دو ژست را با هم ترکیب کرده‌است: یکی خوابیدن روی تخت یا رخت‌خواب و دیگری زل زدن به آینه. او معمولاً این‌طور توصیف می‌شود که در حال دیدن تصویر خودش در آینه است، اما این امر از نظر فیزیکی غیرممکن است، چرا که بینندگان می‌توانند انعکاس صورت او را در طرف خودشان ببینند. این پدیده با نام اثر ونوسی شناخته می‌شود.